# Sphodromerus undulatus
Sphodromerus undulatus är en insektsart som först beskrevs av Kirby, W.F. 1914.  Sphodromerus undulatus ingår i släktet Sphodromerus och familjen gräshoppor.

## Underarter
Arten delas in i följande underarter:
- S. u. undulatus
- S. u. afghanus
- S. u. pedestris
- S. u. salinus